# Freja Olofsson
Freja Siri Margareta Olofsson, född 24 maj 1998, är en svensk fotbollsspelare som spelar för Real Madrid Femenino.

## Karriär
Olofssons moderklubb är IK Sturehov. Därefter gick hon till Örebro SK Söder. Olofsson debuterade i maj 2012 för ÖSK Söder i en 3–2-vinst över IF Eker, en match där hon även gjorde mål.
I januari 2015 värvades Olofsson av KIF Örebro DFF. Olofsson gjorde sin allsvenska debut den 19 juli 2015 i en 2–0-vinst över Umeå IK, där hon byttes in i den 82:a minuten mot Julia Spetsmark. I oktober 2016 förlängde hon sitt kontrakt i klubben.
I januari 2019 gick Olofsson till norska Arna-Bjørnar. I november 2019 återvände Olofsson till KIF Örebro, där hon skrev på ett ettårskontrakt. I december 2020 värvades Olofsson av amerikanska Racing Louisville, där hon skrev på ett tvåårskontrakt.
I september 2022 gick Olofsson till spanska Real Madrid Femenino där hon skrev ett kontrakt som sträcker sig till 2024.